# Scientific Linux
Scientific Linux è una distribuzione GNU/Linux, sviluppata dal Fermilab, dal CERN, dal DESY e dal ETHZ che mira ad essere compatibile al 100% con i pacchetti basati su .rpm e su Red Hat.
Questa distribuzione è basata sul software libero reso disponibile da Red Hat, ma non è prodotta, mantenuta o supportata da Red Hat inc. Più precisamente, essa è basata sul codice sorgente di Red Hat Enterprise Linux, sotto i termini e le condizioni della Red Hat Enterprise Linux's EULA e della GNU General Public License.

## Storia
Il Fermilab aveva già creato una distribuzione Linux conosciuta col nome di Fermi Linux LTS 3.0.1, basata su RHEL. Nel frattempo, il CERN stava sviluppando la versione successiva di Cern Linux, anch'essa basata su RHEL. Fu il CERN a proporre al Fermilab di unire gli sforzi; Connie Sieh, la principale sviluppatrice di Fermi Linux, si rese conto del potenziale di questa collaborazione, prevedendo che del progetto avrebbero beneficiato non solo i due grandi centri di ricerca, ma anche una moltitudine di piccoli laboratori. Sieh è stata la principale sviluppatrice, guidando lo sviluppo dei primi prototipi e delle release iniziali.
Il primo prototipo fu chiamato HEPL, ossia High Energy Physics Linux, e fu accolto favorevolmente dalla comunità scientifica. Molti espressero tuttavia insoddisfazione per quanto riguardava la scelta del nome, in quanto non tutti gli utenti si occupavano di fisica delle alte energie. Il nome fu quindi cambiato in Scientific Linux. La prima release ufficiale risale al 10 maggio 2004.
Con la distribuzione di Scientific Linux 3.0.1, il CERN iniziò a collaborare e divenne co-sviluppatore della distribuzione.
Scientific Linux include software utile per gli scienziati ed in generale per chi lavora con dati scientifici; alcuni esempi sono le librerie FITS, Graphviz.

### Versioni
Si elencano di seguito le versioni distribuite:
| data-mese-anno | Numero (Ufficiale)     | Nome      |
| -------------- | ---------------------- | --------- |
| 10-05-2004     | Scientific Linux 3.0.1 | Feynman   |
| 28-06-2004     | Scientific Linux 3.0.2 | Feynman   |
| 03-10-2004     | Scientific Linux 3.0.3 | Feynman   |
| 11-02-2005     | Scientific Linux 3.0.4 | Feynman   |
| 20-04-2005     | Scientific Linux 4.0   | Beryllium |
| 25-07-2005     | Scientific Linux 3.0.5 | Feynman   |
| 06-08-2005     | Scientific Linux 4.1   | Beryllium |
| 22-11-2005     | Scientific Linux 4.2   | Beryllium |
| 08-05-2006     | Scientific Linux 4.3   | Beryllium |
| 26-05-2006     | Scientific Linux 3.0.7 | Feynman   |
| 09-10-2006     | Scientific Linux 4.4   | Beryllium |
| 31-10-2006     | Scientific Linux 3.0.8 | Feynman   |
| 04-05-2007     | Scientific Linux 5.0   | Boron     |
| 25-06-2007     | Scientific Linux 4.5   | Beryllium |
| 12-10-2007     | Scientific Linux 3.0.9 | Legacy    |
| 16-01-2008     | Scientific Linux 5.1   | Boron     |
| 12-03-2008     | Scientific Linux 4.6   | Beryllium |
| 26-06-2008     | Scientific Linux 5.2   | Boron     |
| 19-05-2010     | Scientific Linux 5.5   | Ethiene   |
| 03-03-2011     | Scientific Linux 6.0   | Carbon    |
| 28-07-2011     | Scientific Linux 6.1   | Carbon    |
| 15-02-2012     | Scientific Linux 6.2   | Carbon    |
| 08-08-2012     | Scientific Linux 6.3   | Carbon    |
| 28-03-2013     | Scientific Linux 6.4   | Carbon    |
| 03-02-2014     | Scientific Linux 6.5   | Carbon    |
| 12-11-2014     | Scientific Linux 6.6   | Carbon    |
| 26-08-2015     | Scientific Linux 6.7   | Carbon    |
| 15-07-2016     | Scientific Linux 6.8   | Carbon    |
| 17-04-2017     | Scientific Linux 6.9   | Carbon    |
| 13-10-2014     | Scientific Linux 7.0   | Nitrogen  |
| 13-04-2015     | Scientific Linux 7.1   | Nitrogen  |
| 05-02-2016     | Scientific Linux 7.2   | Nitrogen  |
| 25-01-2017     | Scientific Linux 7.3   | Nitrogen  |
| 02-10-2017     | Scientific Linux 7.4   | Nitrogen  |
| 10-05-2018     | Scientific Linux 7.5   | Nitrogen  |

### Supporto
Gli aggiornamenti di sicurezza verranno distribuiti fino a quando Red Hat continuerà a rendere disponibili aggiornamenti e fix per le loro versioni.